# Luis Antonio Burón Barba
Luis Antonio Burón Barba (Fuente Obejuna, 18 de marzo de 1918-17 de agosto de 1995) fue un jurista, fiscal y magistrado español, que llegó a ser magistrado del Tribunal Supremo (1981-1982) y fiscal general del Estado (1982-1986).

## Biografía
Estudió Magisterio, que ejerció durante cuatro años, y Derecho en la Universidad de Sevilla, ingresando por oposición en la carrera judicial en el año 1945. Fue titular de los juzgados de Vélez-Rubio, Hinojosa del Duque y Bujalance. Posteriormente, ascendió a magistrado y desempeñó su cargo en los juzgados de Bilbao y Madrid hasta 1977. 
Durante su ejercicio como juez en plena etapa franquista, Burón defendió su compromiso con la democracia y su antagonismo con la dictadura formando parte de los fundadores de Justicia Democrática, movimiento integrado por jueces y fiscales que propugnaron durante el franquismo la restauración de la democracia. 
De 1977 a 1981 trabajó en la Audiencia Nacional y después en el Tribunal Supremo, siendo nombrado fiscal general del Estado en diciembre de 1982, por el primer gobierno de Felipe González y siendo ministro de Justicia Fernando Ledesma. Dimitió en 1986 debido a sus discrepancias con el Gobierno. 
En su etapa como fiscal general, destacó su querella contra Jordi Pujol, entonces presidente de la Generalidad de Cataluña, y otros por el caso de Banca Catalana y el recurso contra la primera sentencia dictada contra los autores del golpe de Estado del 23-F dictada por el Consejo Supremo de Justicia Militar al considerarla demasiado benigna.
A partir de entonces, y por espacio de ocho años, fue profesor de Derecho Político en la Universidad  de Deusto e invitado por las autoridades judiciales americanas para visitar Estados Unidos como «huésped de honor».